# Love Hurts (canción de Incubus)
«Love Hurts» es una canción de la banda de rock alternativo, Incubus. Es el tercer sencillo en Europa, y el cuarto en Estados Unidos, del álbum Light Grenades (Oli and Water solo fue lanzado como sencillo en Estados Unidos). Se convirtió rápidamente en un éxito de la banda, llegando a encabezar la lista Hot Modern Rock Tracks de la revista Billboard, siendo la cuarta canción de Incubus en lograr esto.

## Significado
En una reciente entrevista con Incubus, Brandon Boyd, expresó su opinión sobre la canción:

Es casi un poco de un cliché. Se está hablando de la idea del amor y de encontrar el amor, y que tiene que ser puro, y no ser manchado por percepciones erróneas, por ideas falsas, por expectativas, y que trasciende la clase de los aspectos más mundanos de la experiencia del amor.

## Posicionamiento en las listas
Love Hurts, fue lanzada en octubre de 2008, y alcanzó el número uno en el Billboard's Hot Modern Rock Tracks de la semana que finalizó el 21 de febrero de 2009. Se une a "Drive", "Megalomaniac", y "Anna Molly" como una de las cuatro canciones de la banda en encabezar la lista. También alcanzó el número uno en "Mediabase's Alternative Airplay Chart ". En el Bubbling Under Hot 100 Singles alcanzó el puesto # 13 (equivalente al # 113 en el Billboard Hot 100).
| Lista (2009)                                  | Posición más alta |
| --------------------------------------------- | ----------------- |
| U.S. Billboard Bubbling Under Hot 100 Singles | 13                |
| U.S. Billboard Hot Modern Rock Tracks         | 1                 |